# Фьелль
Фьелль (норв. Fjell) — коммуна в губернии Хордаланн в Норвегии. Административный центр коммуны — город Стрёуме. Официальный язык коммуны — нюнорск. Население коммуны на 2007 год составляло 21 207 чел. Площадь коммуны Фьелль — 148,1 км², код-идентификатор — 1246.

## История населения коммуны
Население коммуны за последние 60 лет.

Статистика коммуны Фьелль